# Nadus sudanensis
Nadus sudanensis är en insektsart som beskrevs av Navás 1935. Nadus sudanensis ingår i släktet Nadus och familjen myrlejonsländor. Inga underarter finns listade i Catalogue of Life.